# Hatta Club
El Hatta Club es un equipo de fútbol de los Emiratos Árabes Unidos que juega en la División 1 de EAU, la segunda categoría nacional.

## Historia
Fue fundado en el año 1981 en la ciudad de Hatta y es conocido por ser el club de fútbol profesional más alejado del centro de Emiratos Árabes Unidos.
Su primera experiencia en la UAE Pro League fue en la temporada 2016/17 como campeón de segunda división, donde incluso llegó a las semifinales de la Copa Presidente de Emiratos Árabes Unidos, pero terminaría descendiendo al año siguiente.

## Palmarés
- UAE Division One (1): 2015–16